# Sanford (Karolina Północna)
Sanford – miasto w Stanach Zjednoczonych, w stanie Karolina Północna, siedziba administracyjna hrabstwa Lee.